# Молочарка (Харьковская область)
Молочарка (укр. Молочарка), село, 
Козачо-Лопанский поселковый совет,
Дергачёвский район,
Харьковская область.

## Географическое положение
Село Молочарка находится на расстоянии в 1 км от автомобильной дороги М-20 и границы с Россией, в 4-х км от пгт Казачья Лопань.
Возле села находится небольшой пруд.

## История
Снято с учёта в связи с переселением жителей в ? году.